# Liste der Werke Georg Schumanns
Diese Seite behandelt das Gesamtwerk von Georg Schumann. Sie beinhaltet Listen zu seinen Werken.

## Werke mit Opuszahlen
- op. 1 Drei Stücke, für Klavier

Nr. 1 Burleske
Nr. 2 Barcarole
Nr. 3 Phantasie-Impromptu
ERSTDRUCK: Fr. Kistner, Leipzig 1886
- op. 2 Stimmungsbilder, für Klavier

ERSTDRUCK: Fr. Kistner, Leipzig 1886
- op. 3 Amor und Psyche, für Soli, Chor und Orchester

ERSTDRUCK: Breitkopf & Härtel, Leipzig 1888
- op. 3 Amor und Psyche, für Soli, Chor und Orchester

Klavierauszug vom Komponisten
ERSTDRUCK: Breitkopf & Härtel, Leipzig 1888
- op. 3 (a) Tanz der Nymphen und Satyrn

Orchesterstück aus „Amor und Psyche“
ERSTDRUCK: Breitkopf & Härtel, Leipzig
- op. 3 (a) Tanz der Nymphen und Satyrn

Orchesterstück aus „Amor und Psyche“
Für Pianoforte zu vier Händen eingerichtet vom Komponisten
ERSTDRUCK: Breitkopf & Härtel, Leipzig
- op. 4 Traumbilder (Dream Pictures), für Klavier

WIDMUNG: „Fräulein Olga Ahl gewidmet“
ERSTDRUCK: Breitkopf & Härtel, Leipzig 1890
- op. 5 Reigen, für Klavier zu vier Händen

WIDMUNG: „Frau Lizzie Keyser zugeeignet“
ERSTDRUCK: Breitkopf & Härtel, Leipzig 1890
- op. 6 Mazurka mélancolique und Gavotte, für Klavier

Nr. 1 Mazurka mélancolique
Nr. 2 Gavotte
ERSTDRUCK: Breitkopf & Härtel, Leipzig 1892
- op. 7 Improvisationen, für Klavier

Nr. 1 Ländler
Nr. 2 Morgengruß
Nr. 3 Ländler
Nr. 4 Hoffnung
Nr. 5 Zum Abschied
ERSTDRUCK: Breitkopf & Härtel, Leipzig 1892
- op. 8 Thema mit Variationen, für Klavier

ERSTDRUCK: Breitkopf & Härtel, Leipzig 1892
- op. 9 Zwei Klavierstücke

Nr. 1 Bourrée
Nr. 2 Valse caprice
ERSTDRUCK: Breitkopf & Härtel, Leipzig 1894
- op. 10 Vier Lieder, für Gesang und Klavier

Nr. 1 Ich habe nur einen Gedanken (Gustav Kastropp)
Nr. 2 Schlehenblüth’ und wilde Rose (Julius Rodenberg)
Nr. 3 Es duftet lind die Frühlingsnacht (Gustav Kastropp)
Nr. 4 „Ein grauses Dunkel herrscht in meiner Seele“ (Henri Byron)
ERSTDRUCK: F. E. C. Leuckart, Leipzig 1895
- op. 11 Fünf Lieder, für Gesang und Klavier

Nr. 1 Die Welt, sie ist mir viel zu weit (P. K. Rosegger)
Nr. 2 Es schaut ein alter Fliederbaum (Gustav Kastropp)
Nr. 3 Im zitternden Mondlicht (Gustav Kastropp)
Nr. 4 Die Bitte (Carmen Sylva)
Nr. 5 Ich bin ein grosser Herre! (P. K. Rosegger)
ERSTDRUCK: Breitkopf & Härtel, Leipzig 1895
- op. 12 Sonate für Klavier und Violine Nr. 1 cis-Moll

WIDMUNG: „Herrn Professor Dr. Joseph Joachim in Verehrung“
ERSTDRUCK: Friedrich Hofmeister, Leipzig 1895
- op. 13 Drei Lieder von Johanna Ambrosius, für Gesang und Klavier

Nr. 1 Sommernacht (Johanna Ambrosius)
Nr. 2 Für Dich (Johanna Ambrosius)
Nr. 3 Dereinst (Johanna Ambrosius)
ERSTDRUCK: N. Simrock, Berlin 1896
- op. 14 Lieder, für Gesang und Klavier

Nr. 1 Jetzt rede du! (Gustav Kastropp)
Nr. 2 Kindesgebet (P. K. Rosegger)
Nr. 3 Zu dem silberhellen Bache (Gustav Kastropp)
ERSTDRUCK: F. E. C. Leuckart, Leipzig 1896
- op. 15 Lieder, für Gesang und Klavier

Nr. 1 Der kleine Jakob (Karl Henckel)
Nr. 2 Die Rosen entblättern (C. A. Erdmann)
Nr. 3 Sei gegrüsst du Waldesrauschen (Gustav Kastropp)
ERSTDRUCK: F. E. C. Leuckart, Leipzig 1896
- op. 16 Lieder, für Gesang und Klavier

Nr. 1 O könnt’ nur einmal mein müdes Haupt (Gustav Kastropp)
Nr. 2 Lüstern flüstern die Zweige (Karl Henckel)
Nr. 3 Wiegenlied
ERSTDRUCK: F. E. C. Leuckart, Leipzig 1896
- op. 17 Lieder, für Gesang und Klavier

Nr. 1 Wundersam rauschte der Wind (Gustav Kastropp)
Nr. 2 An den Ufern des Jordan (Henri Byron)
Nr. 3 Dich wollt ich vergessen (Gustav Kastropp)
ERSTDRUCK: F. E. C. Leuckart, Leipzig 1896
- op. 18 Klavierquintett Nr. 1 e-Moll, für Klavier, 2 Violinen, Viola, Violoncello

ERSTDRUCK: Breitkopf & Härtel, Leipzig 1898
- op. 19 Sonate für Klavier und Violoncello e-Moll

WIDMUNG: „Herrn Professor Hugo Becker gewidmet“
ERSTDRUCK: Breitkopf & Härtel, Leipzig 1898
- op. 20 Musette, für Klavier

ERSTDRUCK: Edition Praeger & Meier, Bremen 1899
- op. 21 Vier Intermezzi, für Klavier

Nr. 1 Walzer, h-Moll
Nr. 2 Allegretto grazioso, A-Dur
Nr. 3 Andantino espressivo, a-Moll
Nr. 4 Allegretto grazioso, A-Dur
ERSTDRUCK: Edition Praeger & Meier, Bremen 1899
- op. 22 Zur Karnevalszeit, Suite für großes Orchester

ERSTDRUCK: F. E. C. Leuckart, Leipzig 1898
- op. 22 Humoresque aus op. 22 Finalsatz aus Karnevalszeit

ERSTDRUCK: F. E. C. Leuckart, Leipzig 1899
- op. 23 Drei Stücke für Klavier

Nr. 1 Am Morgen
Nr. 2 Am Abend
Nr. 3 Barkarole
ERSTDRUCK: Schmidt, 1901
- op. 24 Symphonische Variationen über den Choral „Wer nur den lieben Gott lässt walten“

ERSTDRUCK: F. E. C. Leuckart, Leipzig 1900
- op. 25 Klaviertrio in F-Dur, für Klavier, Violine und Violoncello

ERSTDRUCK: F. E. C. Leuckart, Leipzig 1900
- op. 26 Fantasie-Etüden, für Klavier

ERSTDRUCK: Friedrich Hofmeister, Leipzig 1901
- op. 27 Harzbilder, für Klavier

Nr. 1 An der Ilse
Nr. 2 Von Hackelberg
Nr. 3 Die Mär von der Rosstrappe
Nr. 4 Ausblick in die Ferne
Nr. 5 Nebel
Nr. 6 Idylle
ERSTDRUCK: Bote & Bock, Berlin 1901
- op. 28 Liebesfrühling

Ouvertüre für Orchester
ERSTDRUCK: Breitkopf & Härtel, Leipzig 1901
- op. 29 Klavierquartett in f-Moll, für Klavier, Violine, Viola und Violoncello

ERSTDRUCK: F. E. C. Leuckart, Leipzig 1901
- op. 30 Variationen und Doppelfuge über ein lustiges Thema, für großes Orchester

ERSTDRUCK: F. E. C. Leuckart, Leipzig 1901
- op. 31 Drei geistliche Lieder, für gemischten Chor

Nr. 1 Und ob ich schon wanderte
Nr. 2 Siehe wie fein und lieblich
Nr. 3 Herr, wie lange?
ERSTDRUCK: F. E. C. Leuckart, Leipzig 1902
- op. 32 Variation und Fuge über ein Thema von Beethoven, für zwei Klaviere

ERSTDRUCK: N. Simrock, Berlin 1903
- op. 33 Totenklage, für Chor und Orchester

ERSTDRUCK: F. E. C. Leuckart, Leipzig 1903
- op. 34 Serenade in fünf Teilen, für großes Orchester

ERSTDRUCK: Bote & Bock, Berlin 1904
- op. 35 Mädchenlieder, für Gesang und Klavier

1. Auf die Nacht in den Spinnstuben (Paul Heyse|P. Heyse)
2. Der Tag wird kühl (P. Heyse)
3. Mir träumte von einem Myrtenbaum (P. Heyse)
4. Trutzliedchen (P. Heyse)
5. Soll ich ihn lieben? (P. Heyse)
6. Drunten auf der Gassen (P. Heyse)
7. Ach, wie so gerne bleib ich euch ferne (P. Heyse)

ERSTDRUCK: F. E. C. Leuckart, Leipzig 1904
- op. 36 Sechs Fantasien, für Klavier

1. Rückblick
2. Im Begegnen
3. Erinnerungen
4. Am Abend am Dom
5. Im Frühling
6. Marsch

ERSTDRUCK: N. Simrock, Berlin 1904
- op. 37 Vier Stücke, für Klavier zu vier Händen

1. Scherzo
2. Minuetto
3. Intermezzo
4. Marsch

ERSTDRUCK: N. Simrock, Berlin 1904
- op. 38 Drei Lieder, für Gesang und Klavier

1. Übers Jahr
2. Der Schnitter
3. Rosenzeit

ERSTDRUCK: Bote & Bock, Berlin 1905
- op. 39 Passacaglia und Finale über B-A-C-H, für Orgel

ERSTDRUCK: F. E. C. Leuckart, Leipzig 1905
- op. 40 Sehnsucht, für gemischten Chor und Orchester

ERSTDRUCK: F. E. C. Leuckart, Leipzig 1905
- op. 41 Vier Lieder, für Männerchor

1. Sei stille
2. Ständchen
3. Liebestrauer
4. Rheinlied

ERSTDRUCK: F. E. C. Leuckart, Leipzig 1905
- op. 42 Sinfonie in f-Moll, für großes Orchester

ERSTDRUCK: F. E. C. Leuckart, Leipzig 1905
- op. 43 [Volkslieder], für Männerchor

Nr. 1 Trennungsschmerz
Nr. 2 In dulci jubilo
Nr. 3 Mir ist ein schöns brauns Maidelein
Nr. 4 Wie schön blüht uns der Maien
Nr. 5 Des Abends
Nr. 6 Ein Blümlein auserlesen
Nr. 7 Liebesentzücken
Nr. 8 Täublein weiss
Nr. 9 Schlechte Besserung
Nr. 10 Die Verschmitzte
Nr. 11 Mailied: „Der Mai tritt ein mit Freuden“
Nr. 12 Spannung
Nr. 13 ’s ist nichts mit den alten Weibern
Nr. 14 Die Bäurin und der Ritter
Nr. 15 Kuckucks Tod
Nr. 16 Nachtbesuch
Nr. 17 Die Nachtigall
Nr. 18 Vetter Michel
Nr. 19 Liebeskummer
Nr. 20 Ich kann nicht von dir lan
Nr. 21 Der Schlemmer
Nr. 22 Lebe wohl: „Lebe wohl, weil doch alles scheiden soll“
Nr. 23 Kutschkelied
ERSTDRUCK: C. F. Peters, Leipzig 1907 (Volksliederbuch für Männerchor)
- op. 44 Lieder der Liebe, für Gesang und Klavier

Nr. 1 Deiner hellen Stimme fröhlicher Klang (Henckell)
Nr. 2 Du bist zu licht (Henckell)
Nr. 3 Magisch strahlt aus deinen Augen (Henckell)
Nr. 4 O süßer Mai (Henckell)
Nr. 5 Mein Mädchen (Henckell)
Nr. 6 Auf allen Deinen Wegen (Henckell)
Nr. 7 Was quillet und sprüht (Henckell)
ERSTDRUCK: Bote & Bock, Berlin 1905
- op. 45 Ouvertüre zu einem Drama, für großes Orchester

ERSTDRUCK: F. E. C. Leuckart, Leipzig 1906
- op. 46 Zwei Gesänge, für Gesang und Klavier

Nr. 1 Das Grab (Holzhammer)
Nr. 2 Deine Hände (Holzhammer)
ERSTDRUCK: N. Simrock, Berlin 1906
- op. 47 Preis- und Danklied, Festkantate für gemischten Doppelchor, Bariton und Orchester

ERSTDRUCK: N. Simrock, Berlin 1907
- op. 48 Vier Lieder auf deutsch und englisch, für Gesang und Klavier

Nr. 1 Ich gehe hin
Nr. 2 Vergissmeinnicht
Nr. 3 Bittres Scheiden
Nr. 4 Lass nur einmal mein Dich nennen
ERSTDRUCK: Fürstner 1906
- op. 49 Klavierquintett Nr. 2 F-Dur, für Klavier, zwei Geigen, Viola und Cello

ERSTDRUCK: N. Simrock, Berlin 1909
- op. 50 Ruth, Oratorium für gemischten Chor, Soli und Orchester

ERSTDRUCK: F. E. C. Leuckart, Leipzig 1908
- op. 51 Drei geistliche Lieder, für gemischten Chor und Soli

Nr. 1 Wo ist ein Gott wie du bist?
Nr. 2 Maria Wiegenlied am Dreikönigstage
Nr. 3 Huldigung beim Jesukinde
ERSTDRUCK: F. E. C. Leuckart, Leipzig 1909
- op. 52 Drei Motetten, für gemischten Chor

Nr. 1 Komm, heil'ger Geist
Nr. 2 Es ist ein köstlich Ding
Nr. 3 Herr, erhöre meine Worte
ERSTDRUCK: F. E. C. Leuckart, Leipzig 1909
- op. 53 Zwei Gesänge, für Gesang und Orgel

ERSTDRUCK: Ries & Erler, Berlin 1911
- op. 54 Lebensfreude, Ouvertüre für großes Orchester

ERSTDRUCK: Ries & Erler, Berlin 1911
- op. 55 Sonate für Violine und Klavier Nr. 2 d-Moll

ERSTDRUCK: Ries & Erler, Berlin 1912
- op. 56 Sechs Lieder nach volkstümlichen Texten, für Gesang und Klavier

ERSTDRUCK: Ries & Erler, Berlin 1912
- op. 57 Das Tränenkrüglein, für sechsstimmigen Chor, Soli, Harmonium (oder Orgel) und Harfe

ERSTDRUCK: Ries & Erler, Berlin 1912
- op. 58 Alte Lieder in freier Bearbeitung

Nr. 1 Es wollt ein Mädchen waschen gan
Nr. 2 Schwäfelhelzle
Nr. 3 Mitten im Garten
Nr. 4 Allerschönster Engel
Nr. 5 Die junge Schnur und die alte Schwieger
Nr. 6 Eifersucht beim Bauerntanz
Nr. 7 Treue Liebe
Nr. 8 Vogelhochzeit
Nr. 9 Es liegt ein Weiler
Nr. 10 Das hungernde Kind
Nr. 11 Es ist ein Schnitter heißt der Tod
Nr. 12 Schönstes Kind
Nr. 13 Abrede
Nr. 14 Schwäbischer Tanz
Nr. 15 Der Minnebote
Nr. 16 Der Guckkasten
Nr. 17 Ein Schäfermädchen weinet
Nr. 18 Spinn, spinn, meine liebe Tochter
WIDMUNG: (Heft 3+4): „An Frau Rose Sanderson“
ERSTDRUCK: Ries & Erler, Berlin 1914 (Heft 1+2) / 1918 (Heft 3+4)
- op. 59 Variationen und Fuge über ein Thema von Bach, für großes Orchester

ERSTDRUCK: Ries & Erler, Berlin 1914
- op. 60 Gesänge Hiobs, für gemischten Chor und Orgel

Nr. 1 Wo ist ein Mensch wenn er tot?
Nr. 2 Muss nicht der Mensch immer im Streit sein?
Nr. 3 O dass ich wäre, wie in den Tagen
ERSTDRUCK: F. E. C. Leuckart, Leipzig 1914
- op. 61 Durch Dur und Moll, für Klavier

ERSTDRUCK: F. E. C. Leuckart, Leipzig 1916
- op. 62 Klaviertrio Nr. 2 F-Dur, für Klavier, Violine, Cello

ERSTDRUCK: F. E. C. Leuckart, Leipzig 1916
- op. 63 Drei altdeutsche Lieder, für gemischten Chor a cappella

Nr. 1 Beim Kindelwiegen „Joseph, lieber Joseph mein!“
Nr. 2 Von rechter Lieb’ und Stetigkeit „Wiewohl ich arm und elend bin“
Nr. 3 Kuckuck „Der Gutzgauch auf dem Zaune saß“
ERSTDRUCK: Ries & Erler, Berlin 1915
- op. 64 Variationen und Fuge über ein eigenes Thema, für Klavier

ERSTDRUCK: F. E. C. Leuckart, Leipzig 1916
- op. 65 Ballade g-Moll, für Klavier

ERSTDRUCK: F. E. C. Leuckart, Leipzig 1916
- op. 66 Im Ringen um ein Ideal, Symphonisches Poem für großes Orchester

ERSTDRUCK: F. E. C. Leuckart, Leipzig 1916
- op. 67 Zwei Stücke, für Klavier

Nr. 1 –
Nr. 2 Musette
ERSTDRUCK: Bisping, 1919
- op. 68 Zwei Klavierstücke

Nr. 1 Fantasie Scherze
Nr. 2 Burleske
ERSTDRUCK: F. E. C. Leuckart, Leipzig 1918
- op. 69 Kadenzen zu Klavierkonzerten von Mozart und Beethoven

Mozart: A-Dur Konzert KV 488, 1. Satz
Mozart: Es-Dur Konzert KV 482, 1. Satz
Mozart: Es-Dur Konzert KV 482, 2. Satz
Beethoven: Konzert Nr. 4 G-Dur op. 58, 1. Satz
Beethoven: Konzert Nr. 4 G-Dur op. 58, 3. Satz
Beethoven: Konzert Nr. 3 c-Moll op. 37, 1. Satz
ERSTDRUCK: F. E. C. Leuckart, Leipzig 1918
- op. 70 Junker David und Absalon, für Alt und Tenor Solo, Orchester und optionalen Männerchor

ERSTDRUCK: Lienau 1919/1936
- op. 71 Fünf Choralmotetten, für gemischten Chor

Nr. 1 Wie schön leuchtet der Morgenstern
Nr. 2 Jesus meine Zuversicht
Nr. 3 Ermuntere dich mein schwacher Geist
Nr. 4 Wachet auf, ruft uns die Stimme
Nr. 5 Vom Himmel hoch
WIDMUNG: „Der philosophischen Fakultät der Friedrich-Wilhelms-Universität zu Berlin in Dankbarkeit und Verehrung gewidmet“
ERSTDRUCK: F. E. C. Leuckart, Leipzig 1921
- op. 72 Variationen und Gigue über ein Thema von Händel, für großes Orchester

ERSTDRUCK: Schlesinger, 1925
- op. 73 Zwei Stücke nach Stücken alter Meister, für Klavier

Nr. 1 Gavotte (nach Kirnberger und Krebs)
Nr. 2 Gigue (nach K. H. Graun)
ERSTDRUCK: F. E. C. Leuckart, Leipzig 1924
- op. 74 Orchestervariationen über Vetter Michel, für großes Orchester

ERSTDRUCK: F. E. C. Leuckart, Leipzig 1929/1930
- op. 75 Drei Choralmotetten, für gemischten Chor

Nr. 1 Jerusalem, du hochgebaute Stadt
Nr. 2 Sollt ich meinem Gott nicht singen?
Nr. 3 Mit Fried und Freud ich fahr dahin
ERSTAUFFÜHRUNG: 12. Mai 1934, Berlin, Saale der Sing-Akademie zu Berlin
ERSTDRUCK: Lienau, 1932/1934
- op. 76 Variationen über ein Thema von Mozart, für Klavier

ERSTDRUCK: Breitkopf & Härtel, Leipzig 1935
- op. 77 Zehn Choralvorspiele, für Orgel

ERSTDRUCK: Breitkopf & Härtel, Leipzig 1933/1938
- op. 78a Vita Somnium, für großes Orchester

ERSTDRUCK: Lienau, 1936/1938
- op. 78b Elegie, für fünfstimmigen Chor und Orchester

ERSTDRUCK: Lienau, 1936/1938
- op. 79 Drei deutsche Tänze, für Orchester

ERSTDRUCK: Lienau, 1938
- op. 80 Sieben Lieder, für Gesang und Klavier

ERSTDRUCK: Lienau, 1944

## Werke ohne Opuszahlen
- Abgeblitzt: „Des Abends in der stillen Nacht“, für vierstimmigen gemischten Chor a cappella

ERSTDRUCK: C. F. Peters, Leipzig 1915 (Volksliederbuch für gemischten Chor)
- Abschiedsweh: „Ach Gott, wie weh tut Scheiden!“, für vierstimmigen gemischten Chor a cappella

ERSTDRUCK: C. F. Peters, Leipzig 1915 (Volksliederbuch für gemischten Chor)
- Beim Siegesfeuer: „Flamme empor“, für vierstimmigen gemischten Chor, Klavier und Bläser

ERSTDRUCK: C. F. Peters, Leipzig 1930 (Volksliederbuch für die Jugend)
- Brüderschaft: „Im Krug zum grünen Kranze“, für Gesang und Klavier

ERSTDRUCK: C. F. Peters, Leipzig 1930 (Volksliederbuch für die Jugend)
- Das braune Maidelein: „Mir ist ein schöns brauns Maidelein“ für vierstimmigen gemischten Chor a cappella

(BEMERKUNG: Bearbeitung von op. 43 Nr. 3)
ERSTDRUCK: C. F. Peters, Leipzig 1915 (Volksliederbuch für gemischten Chor)
- Der Hohenfriedeberger Marsch: „Friederikus der Held“, für vierstimmigen Männerchor a cappella

ERSTDRUCK: C. F. Peters, Leipzig 1907 (Volksliederbuch für Männerchor)
- Der Torgauer Marsch: „Hört das Tal entlang“, für vierstimmigen Männerchor a cappella

ERSTDRUCK: C. F. Peters, Leipzig 1907 (Volksliederbuch für Männerchor)
- Die Nachtigall im Tannenwald: „Sitzt a schöns Vögerl afm Dannabam“, für vierstimmigen gemischten Chor a cappella

(BEMERKUNG: Bearbeitung von op. 43 Nr. 17)
ERSTDRUCK: C. F. Peters, Leipzig 1915 (Volksliederbuch für gemischten Chor)
- Die Soldatenbraut: „Ei du feiner Reiter“, für vierstimmigen gemischten Chor a cappella

ERSTDRUCK: C. F. Peters, Leipzig 1915 (Volksliederbuch für gemischten Chor)
- „Die Sonne scheint nicht mehr“, für vierstimmigen gemischten Chor a cappella

ERSTDRUCK: C. F. Peters, Leipzig 1915 (Volksliederbuch für gemischten Chor)
- Die schwarzbraune Hexe: „Es blies ein Jäger wohl in sein Horn“, für vierstimmigen gemischten Chor a cappella

ERSTDRUCK: C. F. Peters, Leipzig 1915 (Volksliederbuch für gemischten Chor)
- Die Verschmitzte: „Es war einmal ein Mädchen“, für vierstimmigen gemischten Chor a cappella

(BEMERKUNG: Bearbeitung von op. 43 Nr. 10)
ERSTDRUCK: C. F. Peters, Leipzig 1915 (Volksliederbuch für gemischten Chor)
- „Ein Blümlein auserlesen “, für vierstimmigen gemischten Chor a cappella

(BEMERKUNG: Bearbeitung von op. 43 Nr. 6)
ERSTDRUCK: C. F. Peters, Leipzig 1915 (Volksliederbuch für gemischten Chor)
- „Es flog ein Täublein weiße“, für dreistimmigen Chor und Flöte (ad lib.)

(BEMERKUNG: Bearbeitung von op. 43 Nr. 8)
ERSTDRUCK: C. F. Peters, Leipzig 1930 (Volksliederbuch für die Jugend)
- „Es saß ein schneeweiß Vögelein“, für dreistimmigen Chor und Flöte (ad lib.)

ERSTDRUCK: C. F. Peters, Leipzig 1915 (Volksliederbuch für gemischten Chor)
- Gebet während der Schlacht: „Vater, ich rufe dich“, für vierstimmigen Männerchor a cappella

ERSTDRUCK: C. F. Peters, Leipzig 1907 (Volksliederbuch für Männerchor)
- Glück auf: „Glück auf, Glück auf!“, für vierstimmigen gemischten Chor a cappella

ERSTDRUCK: C. F. Peters, Leipzig 1915 (Volksliederbuch für gemischten Chor)
- Guten Abend, liebes Lieserl!

für sechsstimmigen gemischten Chor a cappella
ERSTDRUCK: C. F. Peters, Leipzig 1915 (Volksliederbuch für gemischten Chor)
- Ich kann nicht von dir lan: „Wie wird mir denn geschehen“ für vierstimmigen gemischten Chor a cappella

ERSTDRUCK: C. F. Peters, Leipzig 1915 (Volksliederbuch für gemischten Chor)
- Jägermarsch: „So grün der Rasen“, für vierstimmigen Männerchor a cappella

ERSTDRUCK: C. F. Peters, Leipzig 1907 (Volksliederbuch für Männerchor)
- Nachtbesuch: „Es flog ein kleins Waldvögelein“, für vierstimmigen gemischten Chor a cappella

(BEMERKUNG: Bearbeitung von op. 43 Nr. 16)
ERSTDRUCK: C. F. Peters, Leipzig 1915 (Volksliederbuch für gemischten Chor)
- Sinfonie H-moll, „Preis-Symphonie“ für großes Orchester

ERSTDRUCK: Breitkopf & Härtel, Leipzig 1888
- Täublein weiß: „Es flog ein Täublein weiße“, für vierstimmigen gemischten Chor a cappella

(BEMERKUNG: Bearbeitung von op. 43 Nr. 8)
ERSTDRUCK: C. F. Peters, Leipzig 1915 (Volksliederbuch für gemischten Chor)
- Vetter Michel: „Gestern Abend war Vetter Michel hier“, für sechsstimmigen gemischten Chor a cappella

(BEMERKUNG: Bearbeitung von op. 43 Nr. 18)
ERSTDRUCK: C. F. Peters, Leipzig 1915 (Volksliederbuch für gemischten Chor)
- Vetter Michel (vereinfachte Fassung): „Gestern Abend war Vetter Michel hier“, für vierstimmigen gemischten Chor a cappella

ERSTDRUCK: C. F. Peters, Leipzig 1915 (Volksliederbuch für gemischten Chor)
- Vögleins Begräbnis, für Gesang und Klavier

ERSTDRUCK: Die Woche, Berlin 1903 (3. Sonderheft der „Woche“)
- Walzerträume und süßes Erinnern, für Salonorchester

(BEMERKUNG: Bearbeitung von op. 61 Nr. 11)
ERSTDRUCK: Leuckart, Leipzig
- Wanderlied: „Wohlauf, noch getrunken“, für Gesang und Klavier

ERSTDRUCK: C. F. Peters, Leipzig 1930 (Volksliederbuch für die Jugend)
- Wiegenliedl, für Gesang und Klavier

ERSTDRUCK: Leipzig, 1905 (zusammen mit „Vögleins Begräbnis“ als 2 Lieder)
- Zum Namenstag Jesu: „Es blühn drei Rosen auf einem Zweig“, für dreistimmigen Chor und Klavier oder Laute

ERSTDRUCK: C. F. Peters, Leipzig 1930 (Volksliederbuch für die Jugend)